# Der blinde Musiker (Korolenko)
Der blinde Musiker (russisch Слепой музыкант, Slepoi musykant) ist eine Erzählung des russischen Schriftstellers Wladimir Korolenko, die 1886 in der Moskauer Tageszeitung Russkije wedomosti erschien. Auf dem deutschsprachigen Markt ist der Titel seit 1891 präsent. Das Werk wurde in 21 Sprachen übersetzt und 1960 auch verfilmt.

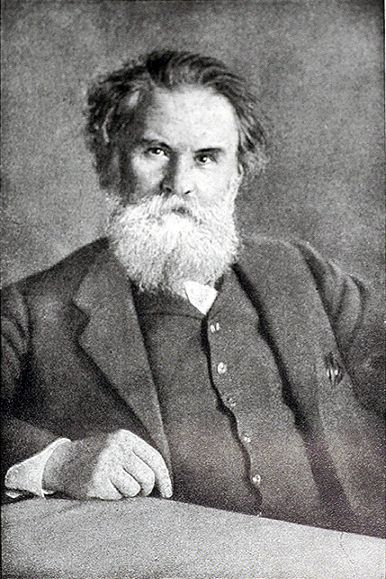
Wladimir Korolenko

## Inhalt
In jungen Jahren hatte der Wolhynier Maximilian Jazenko – im Text Onkel Max genannt – in der Freischar Garibaldis gegen die Österreicher gefochten. Letztere hatten den kleinrussischen Raufbold wutentbrannt „bis auf die Knochen zerhauen“. Jahre danach kehrt Max mit Holzbein und arg lädierter linker Hand in die südwestrussische Heimat zurück. Er kommt bei seiner Schwester Anna Michailowna unter. Anna hat Herrn Popelski geheiratet. Das Steckenpferd dieses vermögenden Gutsbesitzers ist der Mühlenbau.
Anna macht ihren Bruder Max zum Onkel. Der Knabe Peter ist von Geburt an blind. Onkel Max, der nach seiner jahrelangen Rekonvaleszenz ruhiger geworden ist, hat als hinkender Veteran notgedrungen eine neue Leidenschaft – das intensive Studium philosophischer Werke. Sobald Max von seinen Büchern aufblickt und den blinden Neffen anschaut, kommt er ins Grübeln: Wie kann geholfen werden?
Onkel Max will aus Peter einen Menschen mit einer Aufgabe im Leben machen. Zunächst vertieft sich der Kriegsversehrte in das Studium die Physiologie, Psychologie und Pädagogik. Alle Buchweisheit bringt Onkel Max lediglich zu der Erkenntnis, da ist nichts zu machen. Wenn auch Gehör und Tastsinn bei seinem kleinen Neffen besonders ausgeprägt sind, so ist doch der visuelle Wahrnehmungsapparat anscheinend irreparabel defekt. Jahre vergehen.
Peter wendet sich dem Pferdeknecht Jochem zu. Dieser bringt dem Jungen das Spiel auf der Rohrpfeife bei. Die Mutter übertrumpft den Knecht; lässt aus der Stadt ein Wiener Pianino kommen. Peter, der bald das Klavierspiel erlernt hat, erkennt die vielfältigeren Ausdrucksmöglichkeiten des österreichischen Tasteninstruments gegenüber dem südrussischen Eigenbau Flöte.
Wiederum verstreichen Jahre. Junker Peter verliebt sich in die blonde Eveline Jakulski, Tochter des Valentin Jakulski. Herr Jakulski verwaltet ein benachbartes Gut. 
Der Blinde resigniert, denn als Krüppel darf er seiner Meinung nach dem Glück der kerngesunden Eveline nicht im Wege stehen. Als sie ihn trotz alledem heiraten will, lebt er auf und sein wunderbares Klavierspiel wird nicht nur von den Gutsherren aus der Nachbarschaft bewundert und beklatscht. Die Analyse eines professionellen Musikers unter den Zuhörern lässt hoffen und Onkel Maxens Kommentar dazu lautet: „Du hörst es... Auch du wirst deine Arbeit haben.“
Peter will die geliebte Eveline sehen. Das funktioniert natürlich nicht. Schwermut wechselt mit Nervosität. Beherzt hilft Onkel Max dem blinden Neffen, das Selbstmitleid zu überwinden.
Eveline und Peter heiraten. Ihr beider Kind sieht. Max darf einen weiteren Aufschwung erleben. Sein Neffe debütiert in Kiew erfolgreich als Pianist. Max hat sein Erziehungswerk vollendet.

## Deutschsprachige Ausgaben
- Der blinde Musiker. Eine novellistische Studie. Aus dem Russischen übersetzt von Hugo Rasel. 144 Seiten. Hobbing, Leipzig 1891
- Der blinde Musiker. Studie. Aus dem Russischen von S. Mandelkern. 133 Seite (Meyers Volksbücher). Bibliographisches Institut, Leipzig und Wien (um 1895)
- Der blinde Musiker und andere Erzählungen. Aus dem Russischen übersetzt von Julius Grünberg und Arthur Luther. 142 Seiten. Verlag Philipp Reclam, Leipzig 1922
- Der blinde Musiker. Eine Studie. Aus dem Russischen übertragen von Günter Dalitz. 149 Seiten. Insel-Bücherei Nr. 1087. Insel Verlag Frankfurt am Main und Leipzig 1991, ISBN 3-458-19087-2

### Verwendete Ausgabe
- Der blinde Musiker. Erzählung. Aus dem Russischen übersetzt von Julius Grünberg. Neu durchgesehen 1947. Umschlag Fritz Fischer. 128 Seiten. Verlag Philipp Reclam jun., Leipzig 1953